# Colgate-Palmolive Masters 1979 - Doppio
Il doppio del torneo di tennis Colgate-Palmolive Masters, facente parte della categoria Grand Prix, ha avuto come vincitori Peter Fleming e John McEnroe che hanno battuto in finale 6–3, 7–6, 6–1 Wojciech Fibak e Tom Okker.

## Tabellone

### Legenda
| - Q = Qualificato - WC = Wild card - LL = Lucky loser | - ALT = Alternate - SE = Special Exempt - PR = Protected Ranking | - w/o = Walkover - r = Ritirato - d = Squalificato |

|  | Semifinali                     | Semifinali                     | Semifinali                     | Semifinali | Semifinali |  |  | Finale                     | Finale                     | Finale                     | Finale                     | Finale | Finale | Finale |  |
|  |                                |                                |                                |            |            |  |  |                            |                            |                            |                            |        |        |        |  |
|  | Peter Fleming John McEnroe     | Peter Fleming John McEnroe     | 7                              | 6          | 6          |  |  |                            |                            |                            |                            |        |        |        |  |
|  | Mark Edmondson John Marks      | Mark Edmondson John Marks      | 6                              | 7          | 3          |  |  | Peter Fleming John McEnroe | Peter Fleming John McEnroe | Peter Fleming John McEnroe | Peter Fleming John McEnroe | 6      | 7      | 6      |  |
|  | Wojciech Fibak Tom Okker       | Wojciech Fibak Tom Okker       | Wojciech Fibak Tom Okker       | 6          | 7          |  |  | Wojciech Fibak Tom Okker   | Wojciech Fibak Tom Okker   | Wojciech Fibak Tom Okker   | Wojciech Fibak Tom Okker   | 3      | 6      | 1      |  |
|  | Marty Riessen Sherwood Stewart | Marty Riessen Sherwood Stewart | Marty Riessen Sherwood Stewart | 2          | 6          |  |  |                            |                            |                            |                            |        |        |        |  |